# A Farewell to Arms (Футурама)
«A Farewell to Arms» (укр. «Прощавай, зброє!») — друга серія сьомого сезону анімаційного серіалу «Футурама», що вийшла в ефір у Північній Америці 20 червня 2012 року. 